# Justas Volungevičius
Justas Volungevičius (* 30. November 1985) ist ein litauischer Bahn- und Straßenradrennfahrer.
Justas Volungevičius wurde 2003 bei der Junioren-Bahnradeuropameisterschaft in Moskau Dritter in der Mannschaftsverfolgung. Im nächsten Jahr gewann er auf der Straße eine Etappe bei der Bulgarien-Rundfahrt. 2007 war Volungevicius bei dem französischen Eintagesrennen Grand Prix de Lys lez Lannoy erfolgreich. Im Jahr 2008 fuhr er für das lettische Continental Team Rietumu Bank-Riga und gewann  die fünfte Etappe des Way to Pekin.

## Erfolge
2004
- eine Etappe Bulgarien-Rundfahrt

2008
- eine Etappe Way to Pekin

## Teams
- 2008 Rietumu Bank-Riga